# Narses (patrício de Alexandria)
Narses (em grego: Ναρσής) foi um cortesão bizantino do século VI, ativo no reinado do imperador Justino II (r. 565–578). Segundo a crônica de Miguel, o Sírio, era um patrício monofisista e vivia em Alexandria. Teria sido citado pelo patriarca de Constantinopla João III (r. 565–577) numa audiência com o imperador.

## Nome
Narses é a forma helenizada e latinizada do nome. Em armênio, ocorre como Nerses. A atestação mais antiga do nome ocorre nos Feitos do Divino Sapor, uma inscrição trilíngue do reinado do xainxá sassânida Sapor I (r. 240–270). Em parta é registrado como Narsēs e em pálavi como Narsē. O nome deriva do avéstico Nairyō saŋha-, que literalmente significa "o de muitos discursos", ou seja, o mensageiro divino.